# Gardliczno Małe
Gardliczno Małe – jezioro wytopiskowe w Polsce położone na Równinie Charzykowskiej w województwie pomorskim, w powiecie chojnickim, w gminie Brusy, w Zaborskim Parku Krajobrazowym. Jezioro charakteryzuje się trudno dostępną i zalesioną linią brzegową. 
- Powierzchnia jeziora: 13,29 ha.
- Wysokość 124 m n.p.m.

Akwen jeziora sąsiaduje z jeziorem Gardliczno Duże (na południu) i z rezerwatem "Jezioro Nawionek" (na północy).